# سفارة السويد في سنغافورة
سفارة السويد في سنغافورة هي أرفع تمثيل دبلوماسي لدولة السويد لدى سنغافورة. تقع السفارة في وهي تهدف لتعزيز المصالح السويدية في سنغافورة.

## وصلات خارجية
- قائمة سفارات السويد
- قائمة السفارات في سنغافورة